# Vaterland

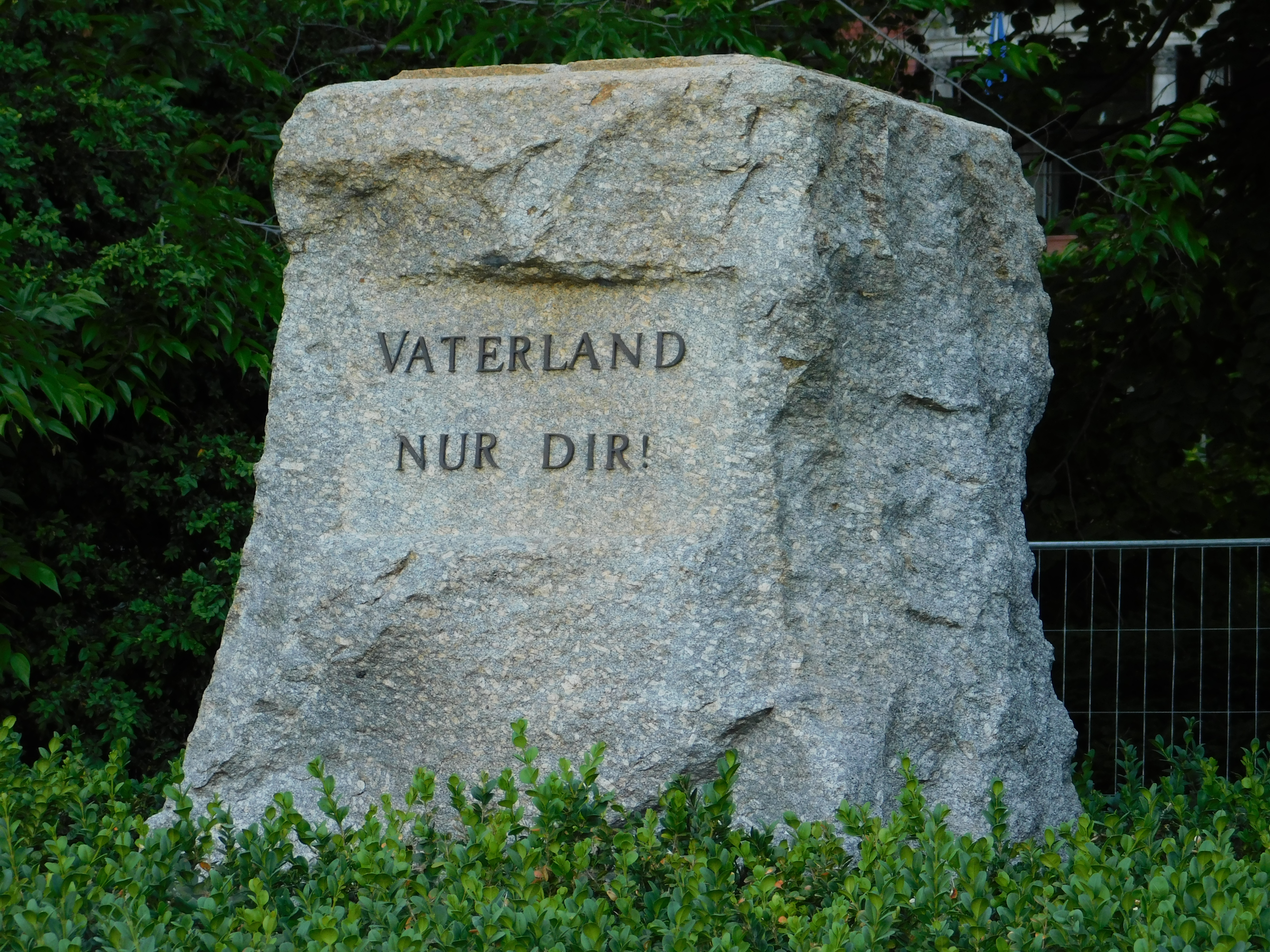
„Vaterland, nur dir!“ Losung der Schweizer Turnerbewegung auf einem Sockel an der Zürcher Seepromenade

Vaterland ist ein Land, aus dem man stammt, dessen Volk oder Nation man sich zugehörig fühlt. Synonyme sind Geburtsland, Heimat bzw. Heimatland. Seit dem späten 18. Jahrhundert wurde der Begriff sakralisiert. Von Männern wurde verlangt, in seinem Namen notfalls ihr Leben zu opfern. Seit dem Ende des Zweiten Weltkrieges wird dem Vaterland immer seltener eine identitätsstiftende Wirkung zugeschrieben.

## Etymologie
Das mittelhochdeutsche Wort vaterlant ist zum ersten Mal gegen Ende des 11. Jahrhunderts im Summarium Henrici, einer verkürzten Version des Etymologiae belegt. Es handelt sich um eine Übersetzung des lateinischen Wortes patria. Die Grundbedeutung war „(väterliches) Grundstück“. Den heutigen Bedeutungsgehalt erhielt das Wort erst im Humanismus. Die Bezeichnung „Mutterland“ ist kein Antonym zur Bezeichnung „Vaterland“.

## Ideologie

### Die „Erfindung der Nation“
Einen nicht nur geographischen, sondern eminent politischen Sinn erhielt das Wort erst mit der „Erfindung der Nation“ (Benedict Anderson) seit der zweiten Hälfte des 18. Jahrhunderts. Vorher konnte es auch das ewige Leben im Himmel bedeuten, wie etwa in Friedrich Spees Adventslied O Heiland, reiß die Himmel auf aus dem Jahr 1622, in dessen sechster Strophe Jesus Christus gebeten wird: „Ach komm, führ uns mit starker Hand / vom Elend zu dem Vaterland“. Ähnlich hatte schon Martin Opitz über Christus gedichtet, „der unsre seelen führet / hin in das vaterland, / da er an gottes hand / sitzt, herrschet und regieret“. Friedrich Schiller ließ 1784 in Kabale und Liebe noch seinen Protagonisten Ferdinand ausrufen: „Mein Vaterland ist, wo mich Luise liebt!“
Dass die Definition des Vaterlands durchaus nicht selbstverständlich war, zeigt etwa Ernst Moritz Arndts Gedicht Des Deutschen Vaterland aus dem Jahr 1813. Darin wird immer wieder gefragt, was „des Deutschen Vaterland“ denn nun eigentlich sei, bis in der siebten Strophe endlich die Antwort gegeben wird: Des Deutschen Vaterland wird im Sinne der Kulturnation gleichgesetzt mit dem deutschen Sprachraum: „So weit die deutsche Zunge klingt / und Gott im Himmel Lieder singt, / das soll es sein!“.
Zuvor waren andere politische Gebilde als Vaterland (bzw. lat. patria) bezeichnet worden: In der Frühen Neuzeit nannte man zunächst die eigene Stadtgemeinde, die Heimatregion, die einzelnen deutschen Territorialstaaten, in Zeiten äußerer Bedrohung und inneren Streits wie während der Türkenkriege oder im Dreißigjährigen Krieg auch das ganze Heilige Römische Reich oder die lateinische Christenheit. 1644 etwa hatte es Kaiser Friedrich III. in einem Zirkular „unser geliebtes Vaterland deutscher Nation“ genannt. Die Aufklärer hatten den Begriff in den Kosmopolitismus integriert: Die Zeitschrift Der Patriot definierte 1724 einen Patrioten als jemanden, der „die gantze Welt als sein Vaterland, ja als eine eintzige Stadt“ begreife.
1761 bezeichnete der Philosoph Thomas Abbt dagegen Preußen als sein Vaterland. 1813 wurde dort das Landwehrkreuz gestiftet, dessen Devise lautete: „Mit Gott für König und Vaterland“. Auch hier war nicht, wie bei Arndt, das ganze Deutschland gemeint, sondern Preußen. Die Vorstellung, dass die Muttersprache das Vaterland schaffe und Preußen somit kein Nationalstaat sei, setzte sich in Deutschland erst mit der Revolution von 1848 gänzlich durch. Die Vorstellung eines gemeinsamen deutschen Vaterlandes überwölbte die von verschiedenen Vaterländern in den einzelnen Territorien, verdrängte sie aber nicht.
Der Historiker Heinrich Luden ethnisierte 1814 den Vaterlands-Begriff: Für ihn mussten die Grenzen des Volks und des Staats zusammenfallen, sonst könne man nicht von einem Vaterland sprechen. Als Gegenbeispiel nannte er die, wie ihm schien, vaterlandslosen Juden, die er als bemitleidenswert stigmatisierte. Die Behauptung, Juden hätten kein Vaterland, wurde im Verlauf des 19. Jahrhunderts zu der Verschwörungstheorie einer „jüdischen Internationale“ ausgebaut. Diese Bezeichnung, mit der die abwertenden Merkmale „undeutsch“, „vaterlandslos“ und „subversiv“ assoziiert wurden, fand später Eingang in die NS-Propaganda. Der antisemitische Publizist Paul de Lagarde schließlich hielt das Vaterland weder für eine kulturelle noch für eine politische noch für eine ethnische Angelegenheit. Er definierte es 1875 moralisch als „die Gesammtheit aller deutsch empfindenden, deutsch denkenden, deutsch wollenden Deutschen“. Es sei Pflicht jedes Einzelnen sich „für die Existenz, das Glück, die Zukunft des Vaterlandes jeden Augenblick seines Lebens persönlich verantwortlich“ zu fühlen. Ein so verstandenes Vaterland liege nachgerade „auf dem Wege zum ewigen Leben“.
Wann diese Aufwertung des Vaterlandes erfolgte, ist in der Forschung umstritten. Gegen die häufige These, dies sei erst während der Befreiungskriege geschehen, vertritt die Historikerin Ute Planert die Ansicht, dass bereits seit der Zeit des Siebenjährigen Krieges 1756–1763 das Vaterland als „exklusive und homogene Gemeinschaft“ konstruiert worden sei, die den Anspruch erheben konnte, gegenüber anderen Gemeinschaften wie Religion oder Familie höherrangig zu sein und die fortan als oberste Legitimationsinstanz galt.

### Französische Revolution

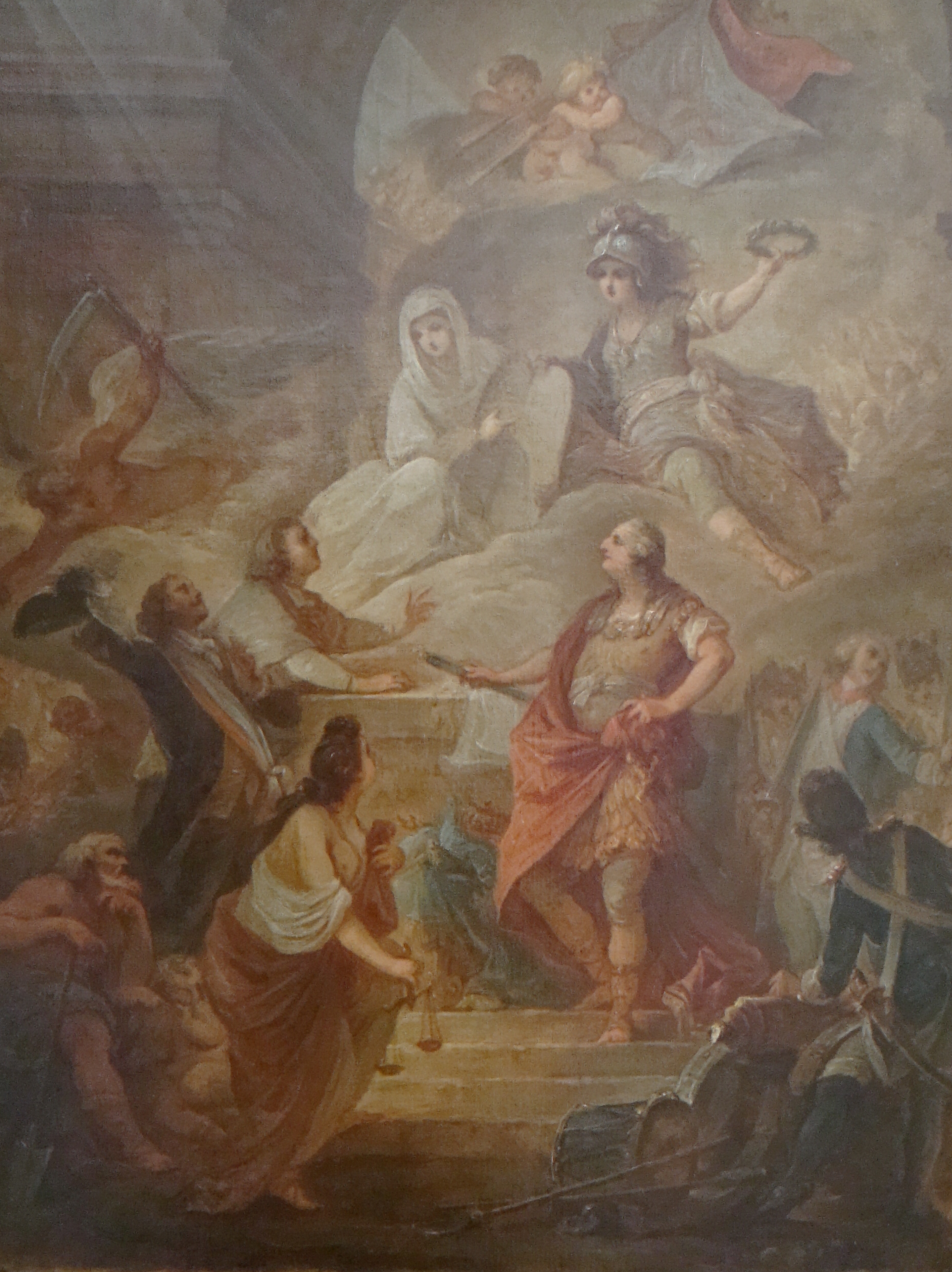
Nicolas-Guy Brenet: Ludwig XVI. schwört Treue zur Verfassung am Altar des Vaterlands. Gemälde um 1790

Ihren Ausgang hatte diese Aufwertung des Vaterlands im revolutionären Frankreich genommen. 1748 hatte der Aufklärer Charles de Montesquieu in seinem Esprit des lois die Liebe zum Vaterland noch als Tugend der Selbstverleugnung allein für eine Republik beschrieben. Treibende moralpsychologische Kraft in Monarchien sei dagegen die Ehre. Noch vor deren Abschaffung wurde französisch la patrie aber bereits zentraler Anker der Identität. Seit 1789 erhob sie höhere Ansprüche an den Einzelnen als Dorfgemeinschaft, ständisches Bewusstsein, kirchliche, regionale oder dynastische Verwurzelungen. Dies zeigt sich etwa beim Föderationsfest zum Jahrestag des Sturms auf die Bastille, als Charles-Maurice de Talleyrand-Périgord am 14. Juli 1790 vor Hunderttausenden Zuschauern eine Heilige Messe am Altar des Vaterlands zelebrierte und König Ludwig XVI. auf die Verfassung schwören musste. Nach Ausbruch des Ersten Koalitionskrieges verabschiedete die Gesetzgebende Nationalversammlung am 11. Juli 1792 die Erklärung La Patrie en danger („Das Vaterland ist in Gefahr“), in der sie die Bürger aufrief, sich freiwillig zu melden. 15.000 Franzosen folgten diesem Aufruf. In der Marseillaise, einem Kriegslied aus dem Jahr 1792, das 1795 zur französischen Nationalhymne erklärt wurde, werden die Franzosen als „enfants de la Patrie“ („Kinder des Vaterlandes“) angesprochen, die Liebe zu ihm wird als „heilig“ bezeichnet („amour sacré de la Patrie“). Im Prozess gegen Ludwig XVI. führte  der jakobinische Politiker Maximilien de Robespierre das Vaterland als übergeordnete Begründungsinstanz ein, hinter dem alles andere, auch seine grundsätzliche Ablehnung der Todesstrafe, zurückzutreten habe: «Louis doit mourir, parce qu’il faut que la patrie vive» – „Ludwig muß sterben, weil das Vaterland leben muß.“ Anders als in Deutschland wurde das Vaterland aber nicht kulturell oder ethnisch definiert, sondern republikanisch als Staatsnation, in der die Bürger ihre gemeinsame Freiheit verteidigen.

### Sterben für das Vaterland

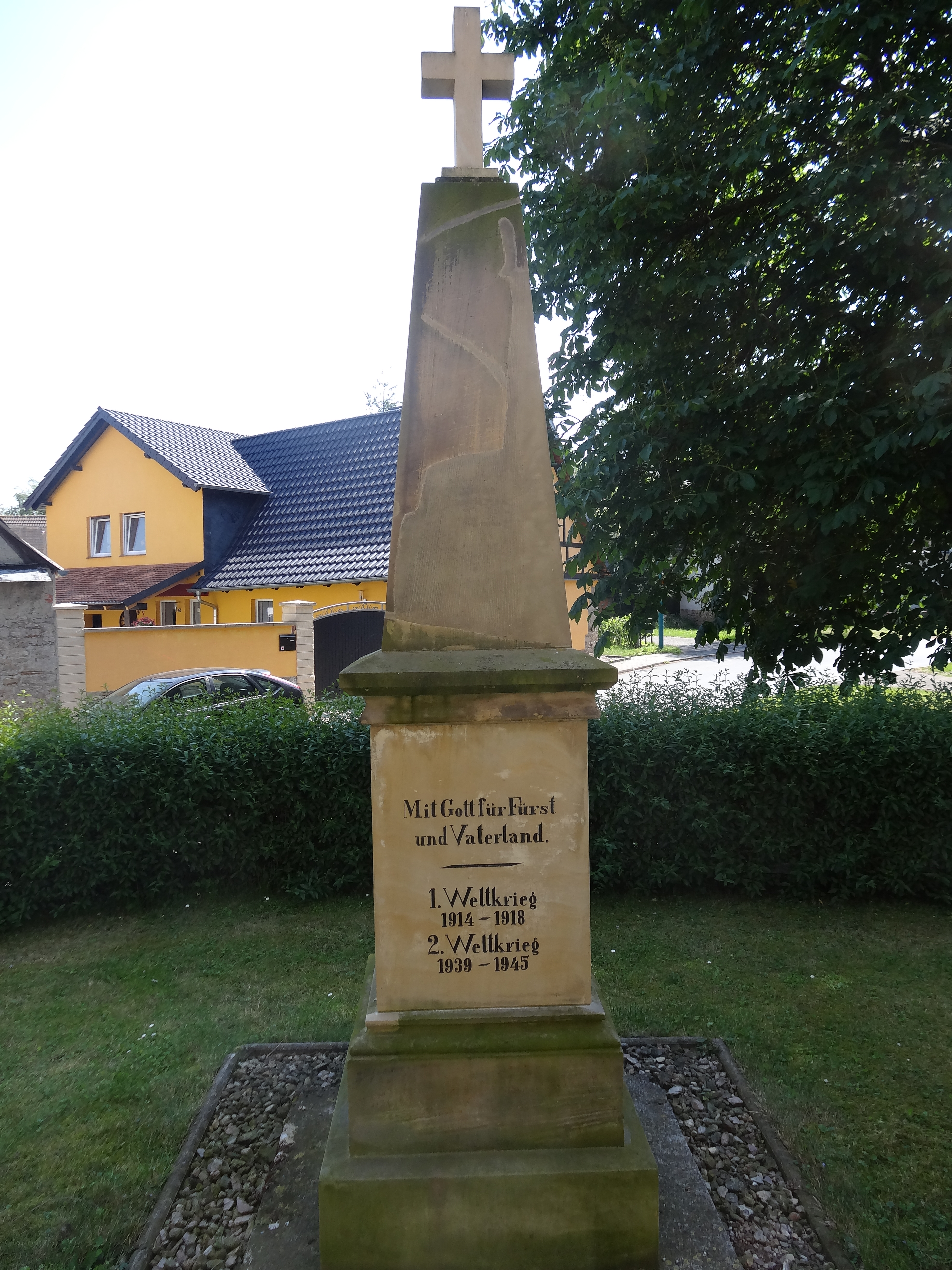
„Mit Gott für Fürst und Vaterland“. Kriegerdenkmal für die Gefallenen beider Weltkriege in Hammerstedt, Thüringen

Im Nationalismus, der sich im 19. Jahrhundert entfaltete, spielte das Vaterland eine zentrale Rolle. Es galt als einer der höchsten Werte überhaupt und konnte sogar den Anspruch erheben, das eigene Leben dafür hinzugeben. Eine erste Formulierung dieses Anspruchs hatte Thomas Abbt während des Siebenjährigen Krieges mit seiner Schrift Vom Tode für das Vaterland geliefert, ja die Bereitschaft dazu als entscheidende Bedingung der Zugehörigkeit zu einem Staat bezeichnet, ob man in ihm nun geboren sei oder sich erst später dazu entschlossen hätte: „Alsdann nenne ich diesen Staat mein Vaterland“. 1800 feierte Friedrich Hölderlin in einer Ode den Tod fürs Vaterland. Häufig wurde dieser Anspruch etwa mit einer Umdeutung der Ode Angustam amice des römischen Dichters Horaz begründet, das die berühmte Zeile enthält: Dulce et decorum est pro patria mori (deutsch: „Süß und ehrenvoll ist es, für das Vaterland zu sterben.“) Die Militarisierung des Vaterlandsbegriffs zeigte sich auch in Max Schneckenburgers Die Wacht am Rhein von 1840: Dass das „lieb Vaterland“ des Refrains „ruhig sein“ mochte, war darin dem Militär zu danken, das Wacht hielt. Im Gesang der Girondisten, der während der Zweiten Französischen Republik die französische Nationalhymne war, heißt es im Refrain: „Mourir pour la Patrie / C’est le sort le plus beau, le plus digne d’envie“ – „Sterben für das Vaterland ist das schönste, das beneidenswerteste Los“.
Die Glorifizierung des Soldatentods für das Vaterland wirkte angesichts des millionenfachen Sterbens im Ersten Weltkrieg nicht mehr glaubhaft: Der britische Dichter Wilfred Owen, der selber 1918 fiel, bezeichnete sie in seinem Dulce et Decorum est, einem 1917 verfassten Gedicht über einen Giftgasangriff, rundheraus als eine „alte Lüge“. Gleichwohl wurde Horaz’ Diktum auch weiterhin auf Totenfeiern und Gedenktafeln verwendet.
In Portugal endet die Nationalhymne A Portuguesa (1890) mit den Worten: „pela Patria lutar, contra os canhões marchar, marchar!“ („fürs Vaterland kämpfen, gegen die Kanonen marschieren, marschieren!“)

### Arbeiterbewegung
Aus einer anderen Perspektive kritisierten Karl Marx und Friedrich Engels die Vaterlands-Ideologie des 19. Jahrhunderts. In ihrem Manifest der Kommunistischen Partei aus dem Jahr 1848 stipulierten sie: „Die Arbeiter haben kein Vaterland“. Staaten waren für sie keine gegebenen Schicksalsgemeinschaften, sondern Instrumente einer Klasse zur Ausbeutung einer anderen. Insofern müsse die Solidarität der Ausgebeuteten nicht ihren Ausbeutern gelten, die zufällig der eigenen Nation angehörten, sondern den anderen Ausgebeuteten, ob nun in ihrem Land oder in einem anderen. Dies trug dazu bei, dass die Sozialdemokraten im deutschen Kaiserreich als vaterlandslose Gesellen galten. Um sich gegen diesen Vorwurf zu wehren, stimmte die SPD-Fraktion im Deutschen Reichstag zu Beginn des Ersten Weltkriegs den Kriegskrediten zu: „Wir lassen in der Stunde der Gefahr das Vaterland nicht im Stich“. Nach der Oktoberrevolution erklärte sich die Sowjetunion zum „Vaterland aller Werktätigen“.

### Nationalsozialismus
In der Zeit des Nationalsozialismus diente der Begriff dazu, propagandistisch den Herrschaftsanspruch der NSDAP und ihre Blut-und-Boden-Ideologie zu untermauern. BDM-Mädchen wurden dazu erzogen, „Dienst zu leisten an Volk und Vaterland“. Dadurch würden sie von ihrer „Ichgebundenheit […] losgelöst und dem Gesetz verpflichtet, das ihnen die Zugehörigkeit zu diesem deutschen Blut und Boden auferlegt“. Im Schulunterricht wurde den Kindern „das Gesetz von Blut und Boden“ eingeschärft, das alle Naturgesetze umfasse und „den Einzelmenschen unzertrennlich an sein Volk und Vaterland“ binde. In Wahrheit gingen die völkischen Rassephantasien weit über die hergebrachte Vorstellung eines einigen Vaterlands hinaus. Adolf Hitler erklärte in einer seiner letzten Reden, „Vaterland“ sei „ein leerer Begriff“ geworden.

### Nach 1945
Nach dem Zweiten Weltkrieg spielte die Vorstellung eines Vaterlands eine geringere Rolle. Die DDR verzichtete ab 1970 auf den Anspruch, ganz Deutschland zu repräsentieren. Bei ihrer Gründung hatte Ministerpräsident Otto Grotewohl zwar noch erklärt, sich „mit der Spaltung unseres Vaterlandes“ nicht abfinden zu wollen. Auch in der Nationalhymne der DDR Auferstanden aus Ruinen war von „Deutschland, einig Vaterland“ die Rede gewesen. Ihr Text wurde ab 1972 aber nicht mehr gesungen. In der Bundesrepublik hielt man am Wiedervereinigungsgebot des Grundgesetzes fest und sang die deutsche Nationalhymne, die dem „deutschen Vaterland“ eine Blüte wünscht. Doch allgemein wurde eine gewisse „vaterländische Blutleere“ beklagt: Die Frankfurter Allgemeine Zeitung etwa verwies 1992 auf das jahrzehntelange „Fehlen jedes Patriotismus“, wie es sich im nüchtern-distanzierten Diktum des späteren Bundespräsidenten Gustav Heinemann zeigte, er liebe keine Staaten, er liebe seine Frau. Bei seinem Amtsantritt hatte er am 1. Juli 1969 Deutschland als „schwieriges Vaterland“ bezeichnet, aber weil man hier lebe, wolle man seinen „Beitrag für die eine Menschheit mit diesem und durch dieses unser Land leisten“. Eine Ausnahme machte Bundeskanzler Helmut Kohl, der seine jährlichen Neujahrsansprachen mit dem Satz beendete: „Gott segne unser deutsches Vaterland!“
Ganz allgemein hatten Organisationen wie die NATO und ab den 1990er Jahren die zunehmende Globalisierung die emotionale Bindung an die eigene Nation im Westen zunehmend obsolet erscheinen lassen. Einen Versuch, diesen Prozess aufzuhalten, stellte der Aufruf des französischen Staatspräsidenten Charles de Gaulle aus dem Jahr 1962 auf, ein Europa der Vaterländer zu schaffen: Die Zusammenarbeit auf dem Kontinent sollte also nicht supranational erfolgen, sondern intergouvernemental, ohne die Souveränitätsrechte der Mitgliedsstaaten anzutasten. Dieses Leitbild fand außerhalb Frankreichs wenig Anhänger.
Heute wird es von den Parteien der extremen Rechten propagiert. Auch die Alternative für Deutschland tritt für ein Europa der Vaterländer ein.